# قضب بنغويلي
قضب بنغويلي (الاسم العلمي:Cadaba benguellensis) هو نوع من النباتات يتبع جنس القضب من الفصيلة القبارية.